# 詩島
詩島（うたじま）は、長崎県長崎市の島である。

## 概要
長崎県の大村湾内にある、さだまさしによる個人所有の島。周囲約0.5 km、総面積約0.006 km2。さだによれば、ソロになって最初のヒット曲「雨やどり」の印税を使って1979年に2,000万円で購入したという。元々は寺島（てらしま）と呼ばれていたが、1995年、所有者であるさだまさしにより詩島と改められた。
島にはさだの楽曲「飛梅」（1977年のアルバム『風見鶏』収録）の舞台ともなった太宰府天満宮から勧請した「詩島天満宮」がある。また、住人の経営する宿泊施設などがあり、過去には一般開放されていた。詩島のマスコットとして、さだ自身のデザインによる「詩之介」なるラブラドールのキャラクターが存在している。
この島はもともと無人島であったため、さだが電話加入を申請したがNTT西日本から莫大な経費がかかるため断られた。当時は船舶電話を使用、現在は携帯電話で通話している。また、海洋を汚染しないよう廃水処理設備にこだわっていて、投資金額は島の購入費用を上回ったという。最終処理した水は飲んでも害がないほどになっている。
しかし、宿泊施設も老朽化が進んだため一般受け入れは中止されている。2017年にはABCテレビ「大改造‼劇的ビフォーアフター」にて島全体のリフォームを行った。

## 所在地
- 住所：長崎県長崎市琴海戸根町